# Le Flambeau : Les Aventuriers de Chupacabra
La Flamme
Le Flambeau : Les Aventuriers de Chupacabra est une série télévisée française en 9 épisodes d'environ 31 minutes, créée par Jonathan Cohen, Jérémie Galan et Florent Bernard et diffusée entre le 23 mai et le 6 juin 2022 sur Canal+.
Il s'agit de la suite de La Flamme (2020), conçue comme une parodie d'émissions de télé-réalité d'aventures comme Koh-Lanta.

## Synopsis
Marc repart à l'aventure sur une île déserte : Chupacabra. Aux côtés d'anciennes prétendantes et de nouveaux candidats, il devra faire face aux manipulations mentales, aux épreuves physiques et aux trahisons de ses coéquipiers.

## Distribution

### Personnages principaux
- Jonathan Cohen : Marc, ex-pilote d'avions / Marco, narcotrafiquant et « pâtissier » mexicain (épisode 7)
- Jérôme Commandeur : le présentateur de l'émission
- Ramzy Bedia : Abdel, dit Tony Tonic, coach des stars, ex-mari de Carole
- Leïla Bekhti : Alexandra, ex-juriste et ex-amoureuse de Marc
- Camille Chamoux : Chataléré, esthéticienne pas vraiment fan de vêtements
- Sébastien Chassagne : Soisson, dit Soso, enfant-bulle
- Gérard Darmon : Philippe Machette, ancien militaire reconverti dans l'écriture d'ouvrages de survie
- Adèle Exarchopoulos : Soraya, ex-gardienne de zoo transplantée d'un cœur de gorille
- Laura Felpin : Annick, circassienne de rue
- Ana Girardot : Anne[1], enseignante
- Jonathan Lambert : Hervé, fonctionnaire dans une secte
- Natacha Lindinger : Carole, championne sportive et ex-femme de Tony Tonic
- Kad Merad : Patrice (dit Patoche), gérant d'un bistrot à Nîmes
- Mister V : William, influenceur débutant en recherche de followers
- Géraldine Nakache : Marina, policière lesbienne
- Thomas Scimeca : Yvan Boutboul, complotiste
- Jacky Ido : Jean-Guy, urgentiste (épisode 8 et 9)
- Pierre Niney : Dr Bruno Juiphe, psychologue de l'émission (épisodes 2, 3 et 8)

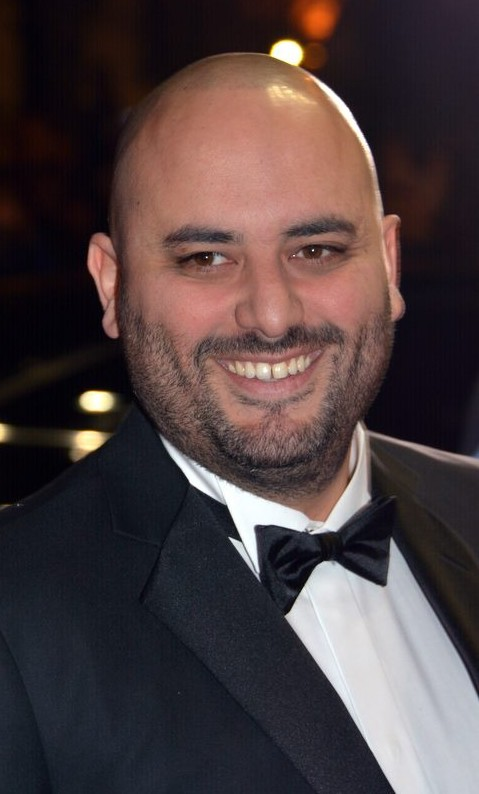
Jérôme Commandeur
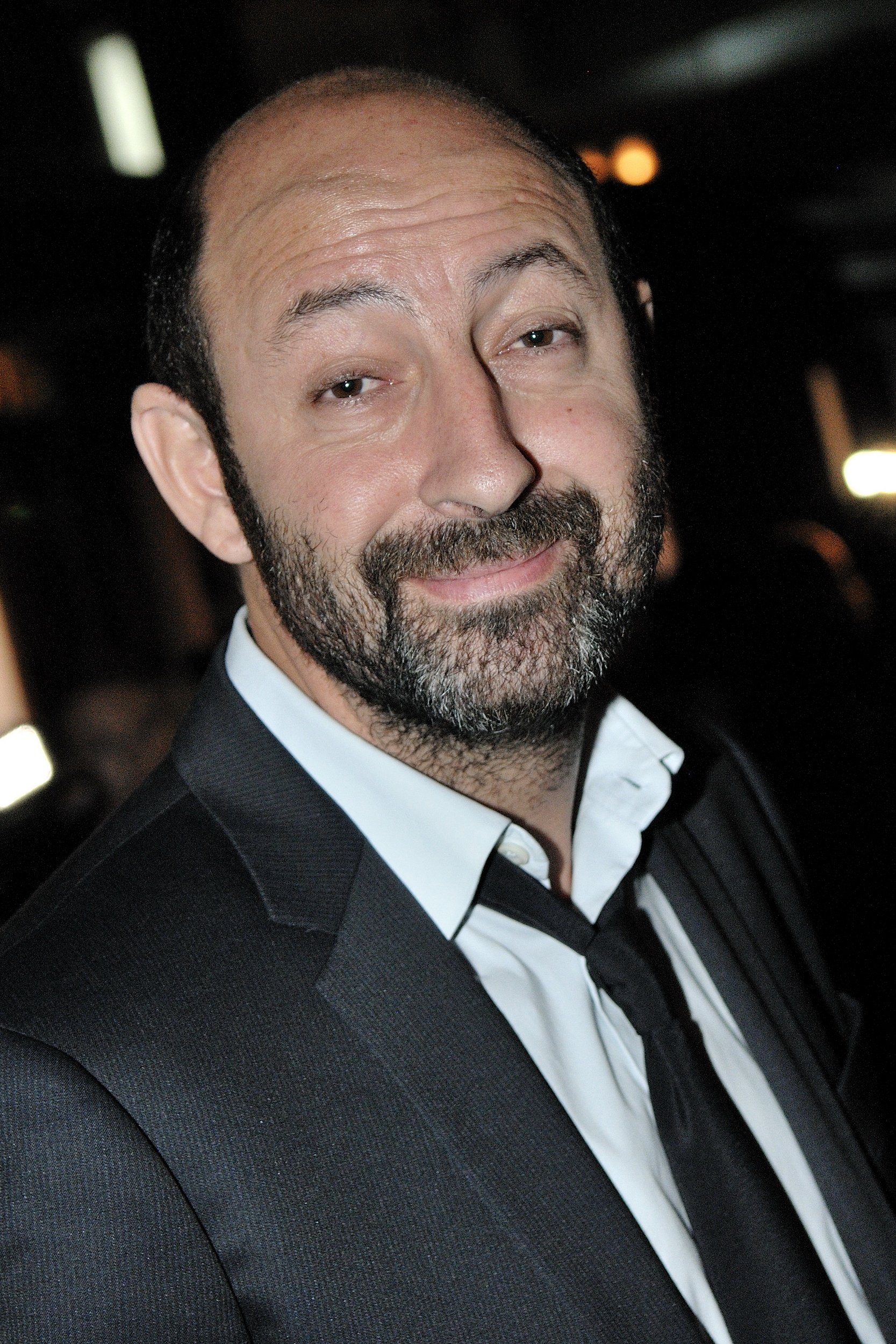
Kad Merad
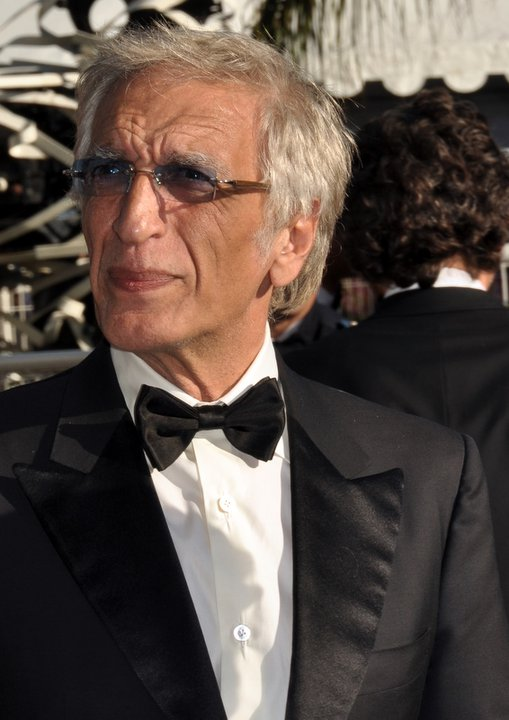
Gerard Darmon
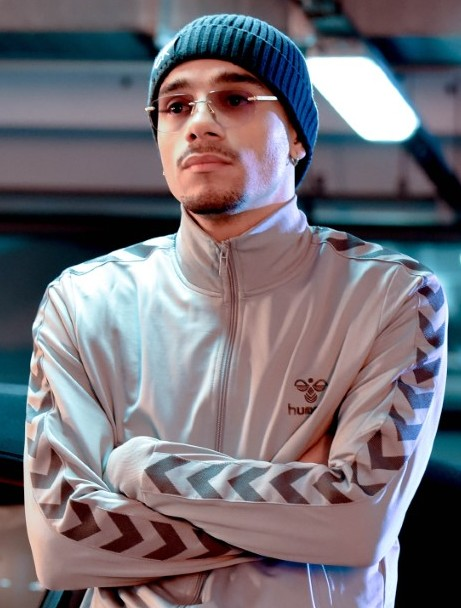
Mister V
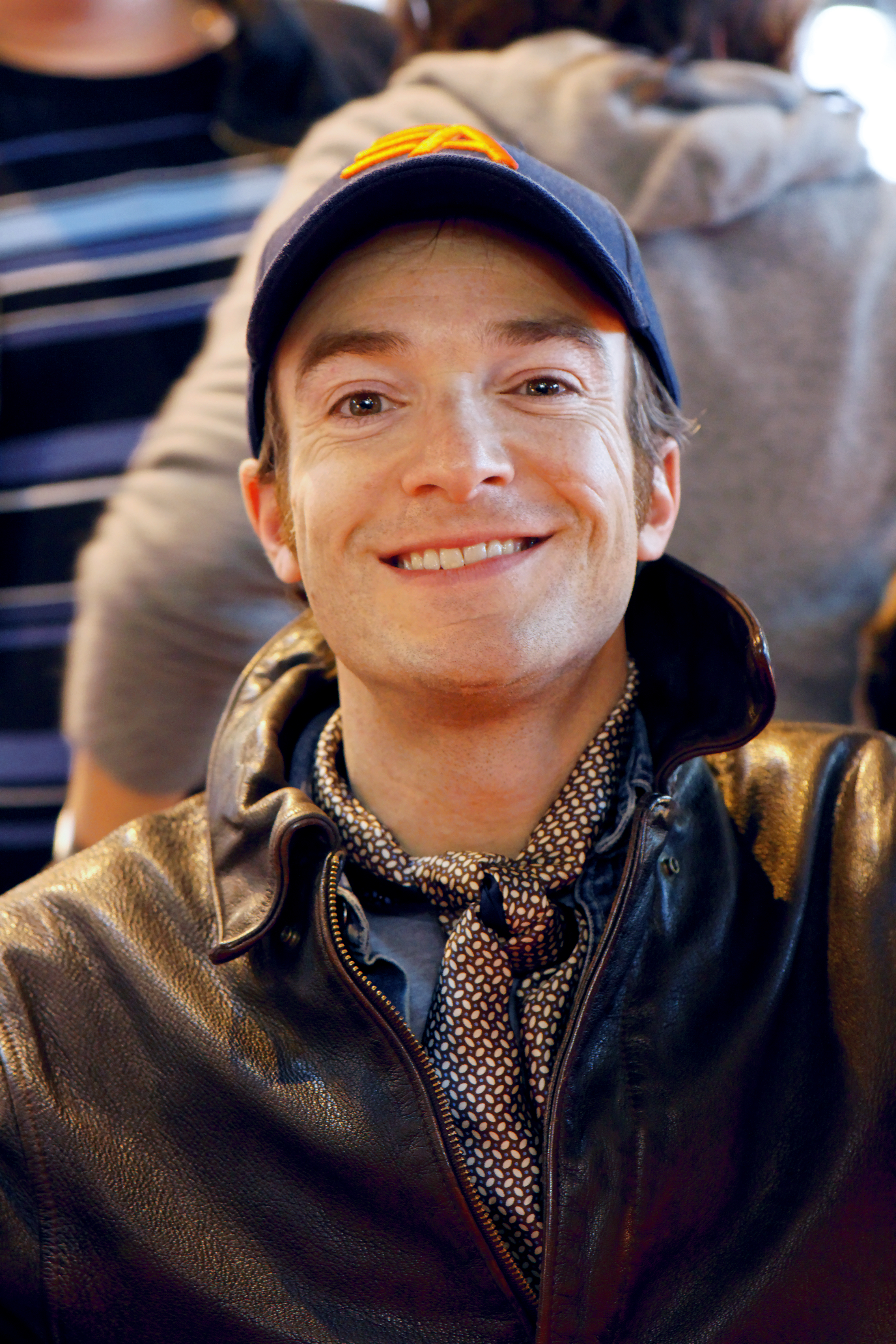
Jonathan Lambert
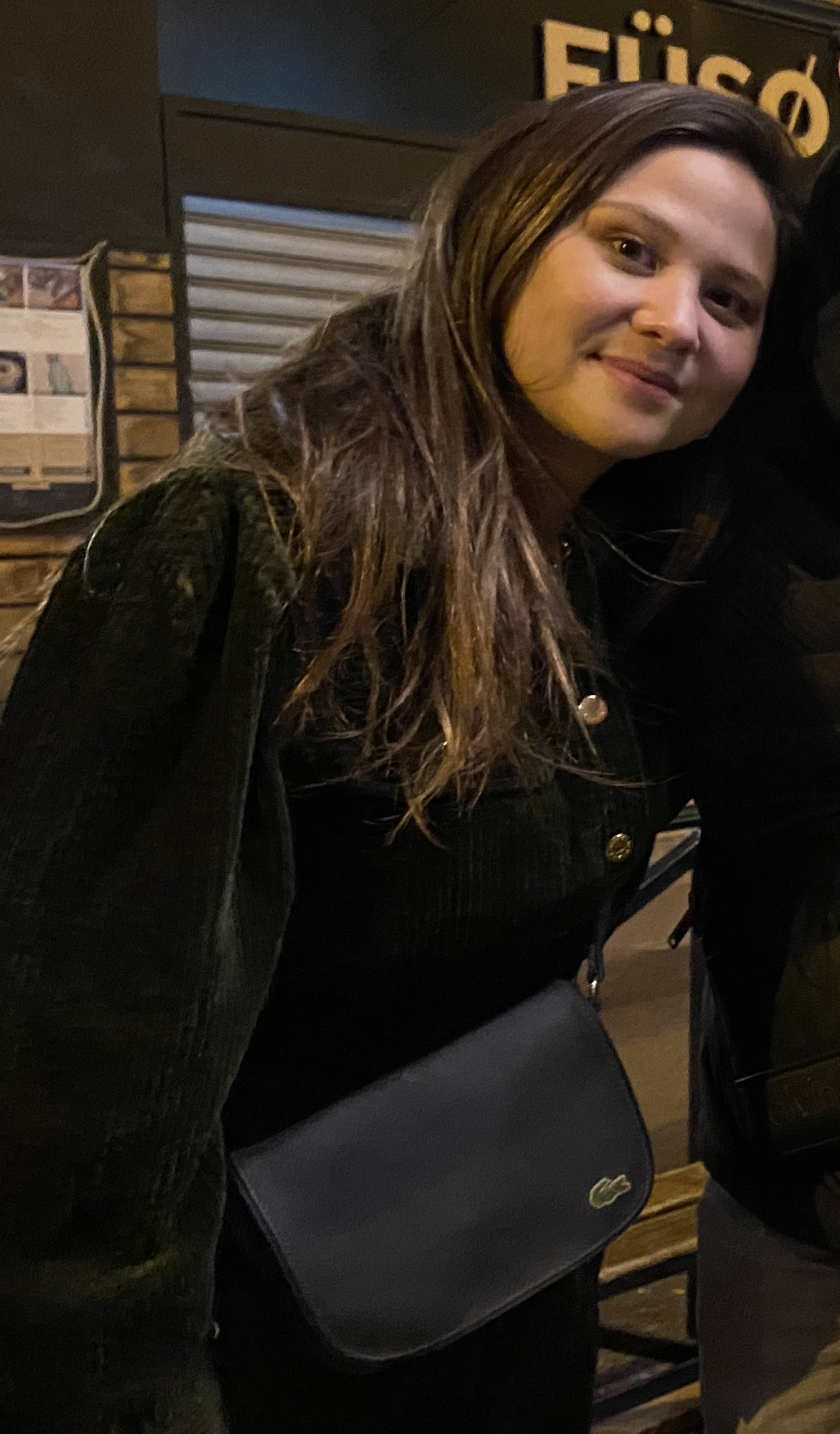
Laura Felpin
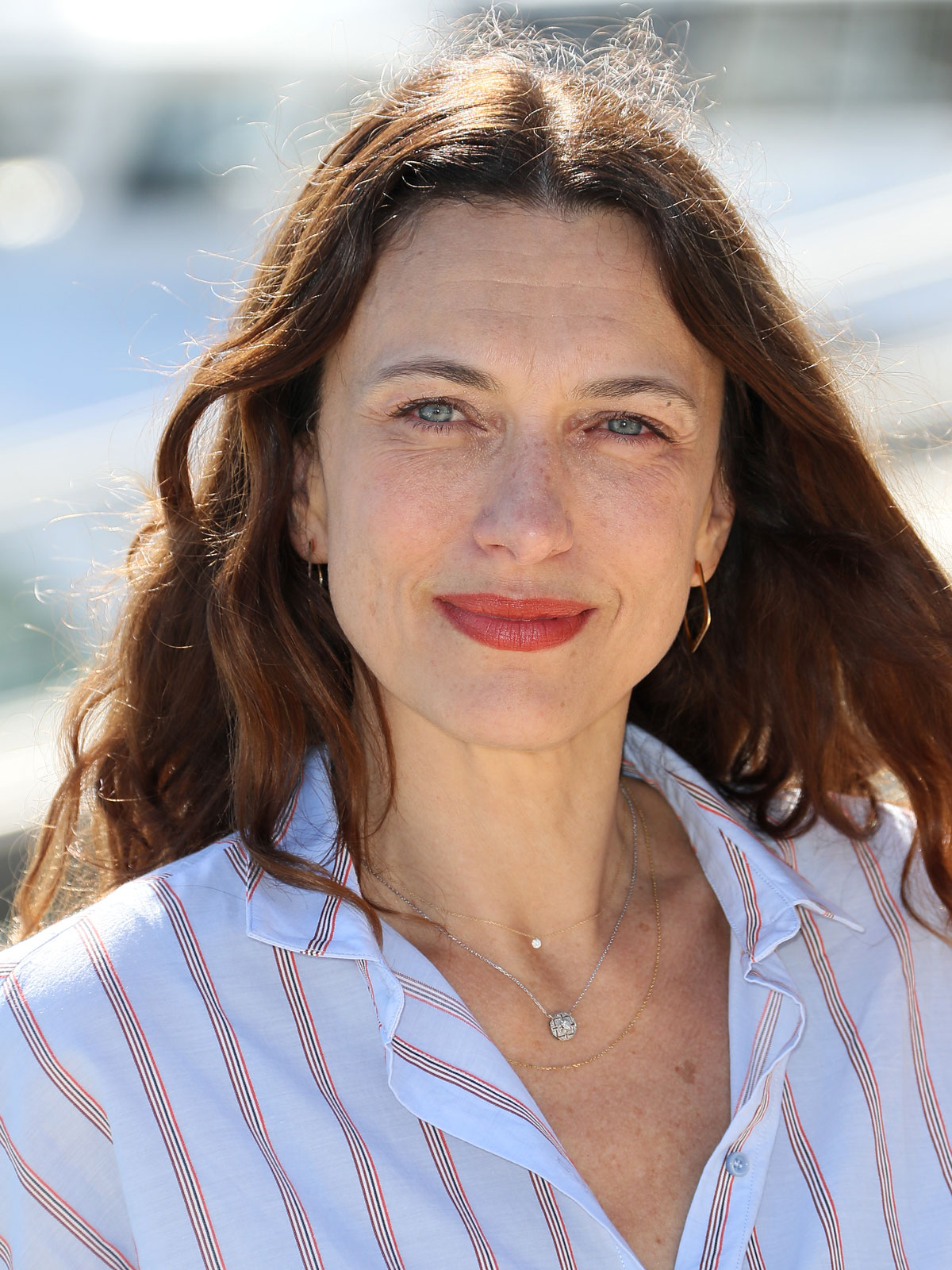
Natacha Lindinger

### Personnages secondaires
- Cédric Chevalme : Lionel, gagnant de la saison précédente de l'émission (épisode 1)
- Charlotte Baillon : Géraldine, finaliste de la saison précédente (épisode 1)
- Claire Droyer : l'infirmière aux côtés de Soraya et de Jean-Guy aux urgences (épisodes 1 ; 8)
- Steve Tran : Jean Jack, spécialiste animalier en tout genre (épisode 2)
- Jérémie Galan : l'infirmier de l'émission (épisodes 2 ; 7)
- Thierry Moya : le Mexicain qui fête la Jean-Guile (épisode 4)
- Djimo : Hilarino (épisode 5)
- Jean-Toussaint Bernard : Lionel Boutboul, star de la chanson et ancien frère siamois d'Yvan (épisode 5)
- Vincent Macaigne : Magic Ludo (épisode 5)
- Joseph de Gabriel : le majordome du Palace (épisode 6)
- Squeezie : lui-même (épisode 6)
- Ariel Munoz : le médecin dans la série « Dónde está mi Bandeja » (épisode 7)
- Christine Moquet : la mère de la malade dans la série « Dónde está mi Bandeja » (épisode 7)
- Eduardo Sainz : José (épisode 7)
- Frédéric Lopez : lui-même (épisode 7)
- Montassar Alaya : l'homme de la tribu (épisode 7)
- Ivan Marcer : l'homme de la tribu (épisodes 7 ; 8)
- Dédo : frère Guili Roberto (épisode 8)
- Nicolas Zaaboub-Charrier : le chef Bernardin, cuisinier de l'émission (épisode 8)
- Stanislas Wawrinka : lui-même (épisode 8)
- Yacine Belhousse : frère Guili Guido (épisode 8)
- Grand Corps Malade : lui-même (épisode 9)
- Romain Cottard : Docteur Goy, psychiatre d'Anne (épisode 9)
- Romain Vissol : le faux Yvan (épisode 9)

## Production

### Tournage
Le tournage s'est déroulé en Corse et à Paris.

## Diffusion et audiences
Les deux premiers épisodes du Flambeau sont également diffusés en avant-première mondiale au festival Canneseries lors de la cérémonie de clôture. Lors de la sortie du Flambeau, près de 735 000 téléspectateurs regardent le premier épisode diffusé en clair sur Canal+. La série est très largement plébiscitée par les jeunes sur les réseaux sociaux grâce à son humour très décalé.

## Distinctions
| Année | Prix                                             | Catégorie          | Nomination                                  | Résultat   |
| ----- | ------------------------------------------------ | ------------------ | ------------------------------------------- | ---------- |
| 2023  | 51e cérémonie des International Emmy Awards (en) | Best Comedy Series | Le Flambeau : Les Aventuriers de Chupacabra | Nomination |